# Gullveig
Gullveig (altnordisch Gold-Trank, Gold-Rausch, Gold-Stärke) ist eine Göttin der germanischen Mythologie. Sie gehört dem Geschlecht der Wanen an.
Zu Gullveigs Aufgaben gehörte das Hüten von Schätzen und die Zauberei des Seiðr. Somit verfügte sie über seherische Fähigkeiten (Germanische Seherin). Gullveig gelangte zu den Asen und brachte über die Götter die Goldgier. Die Götter verlangten das Geheimnis, den Ursprung des Reichtums. Gullveig verweigerte dies, so dass die Asen sie dreimal verbrannten. (Edda, Völuspa 21–22). 
Als die Wanen von diesem Tod erfuhren, waren sie erbost, und es brach ein Krieg zwischen ihnen aus: der Wanenkrieg.